# Іртюбяцька сільська рада
Іртюбя́цька сільська рада (рос. Иртюбякский сельский совет) — муніципальне утворення у складі Кугарчинського району Башкортостану, Росія. Адміністративний центр — село Семено-Петровське.

## Населення
Населення — 559 осіб (2019, 744 в 2010, 851 в 2002).

## Склад
До складу поселення входять такі населені пункти:
| Населений пункт         | Населення, осіб (2002) | Населення, осіб (2010) |
| ----------------------- | ---------------------- | ---------------------- |
| Гавриловка, присілок    | 100                    | 76                     |
| Семено-Петровське, село | 364                    | 348                    |
| Тюлебаєво, присілок     | 208                    | 159                    |
| Ялчино, присілок        | 179                    | 161                    |